# Don Asmussen
Don Asmussen (sinh năm 1962) là một họa sĩ biếm họa người Mỹ làm việc cho San Francisco Chronicle và Universal Press Syndicate.
Ông sinh ra ở Rhode Island. Ông đã làm việc tại Portland Press Herald, The Detroit News, The San Diego Union-Tribune và Time Magazine trước khi tham gia San Francisco Chronicle vào năm 1997.
Anh ấy cũng đã tạo các loạt truyện tranh ngắn trong khi tham gia các sự kiện bao gồm Super Bowl, World Series và lễ hội Burning Man.
Cũng trong năm 1997, một bộ phim khác của ông, The Hero Santon, xuất hiện trên Salon.com và trên Tạp chí Mad.
Năm 1997, ông phát hành một cuốn sách, The San Francisco Comic Strip Book of Big-Ass Mocha, một tập hợp các truyện tranh xuất hiện trên tờ San Francisco Chronicle.
Năm 2006, ông phát hành một cuốn sách, Dog vs. Cat: A Nation Divided, một parody của cuộc bầu cử tổng thống năm 2004.